# Jackson Kent
Jackson Ross Kent (* 20. Dezember 1993) ist ein ehemaliger US-amerikanischer Basketballspieler.

## Laufbahn
Kents Vater Robert spielte Basketball am Guilford College und war anschließend Trainer im Schülerbereich. Seine Mutter spielte an derselben Hochschule Volleyball. Kent spielte an der High Point Christian Academy (US-Bundesstaat North Carolina), ehe er 2013 an die James Madison University (JMU) nach Virginia wechselte. Bis 2017 bestritt er 129 Spiele für JMU und stand in 101 Partien in der Anfangsaufstellung. Kent erreichte insgesamt einen Mittelwert von 9,5 Punkten je Begegnung, seine statistisch erfolgreichste Saison war das Abschlussspieljahr 2016/17, als er in 33 Begegnungen im Durchschnitt 14,0 Punkte pro Partie erzielte, 4,4 Rebounds einsammelte und 2,3 Korberfolg von Mannschaftskollegen vorbereitete.
Kent entschloss sich, den Sprung ins Profigeschäft zu wagen und unterschrieb im Vorfeld der Saison 2017/18 einen Vertrag beim tschechischen Erstligisten BK Pardubice. In der tschechischen Liga wurde Kent in 46 Spielen eingesetzt und kam auf Mittelwerte von 11,9 Punkten und 3,3 Rebounds je Begegnung. Des Weiteren lief er mit Pardubice im europäischen Vereinswettbewerb FIBA Europe Cup auf und erzielte in vier Partien im Durchschnitt 9,8 Punkte.
In der Sommerpause 2018 wurde Kent vom deutschen Zweitligisten Nürnberg Falcons BC unter Vertrag genommen. Er war mit 15,2 Punkten je Begegnung bester Nürnberger Korbschütze in der Spielzeit 2018/19 und mit 77 getroffenen Dreipunktwürfen auch bester Distanzschütze der Mannschaft, die die Vizemeisterschaft in der 2. Bundesliga ProA errang und somit den sportlichen Aufstieg in die Basketball-Bundesliga schaffte. Die Lizenz wurde den Nürnbergern jedoch verweigert. Kent verließ Nürnberg im Frühjahr 2019 vorerst, blieb aber vereinslos und kehrte Anfang Januar 2020 nach Franken zurück.
Im September 2021 erklärte Kent seinen Rücktritt vom Profi-Basketball und beendete damit die Karriere als Basketballspieler. Im Herbst 2023 kehrte er in den Wettkampfsport zurück und schloss sich dem Regionalligisten TSV Ansbach an.